# Orange (V6의 노래)
〈Orange〉는 2005년 10월 22일 발매한 V6의 28번째의 싱글이다.

## 설명
- 〈Orange〉의 PV에는 V6 주연 영화 《Hold Up Down》의 영상이 사용되었다.
- 초회한정반은 A버전 - CD+DVD반, B버전 - CD+Orange 싱글 한정 스카프로 통상반 포함 총 3가지 버전으로 제작되었다.

## 수록곡

### 통상반
1. Orange 
  - 작사/작곡/편곡 :HIKARI
  - 영화 《Hold Up Down》주제가
2. 2nd bell 
  - 작사:MIZUE, 작곡:초쿠 아사다, 편곡：h-wonder
3. INNOCENCE / 20th Century 
  - 작사:오바타 히데유키 작곡:이시다 타쿠미, 편곡：쿠메 야스타카
  - TV-TOKYO계열 애니메이션 《아이실드 21》 2대 오프닝 테마 (36회 ~ 64회)
4. Like it! 
  - 작사·작곡:Gajin, 편곡：YANAGIMAN
  - Coming Century 버라이어티 TBS계열 《라브센!》 주제곡
5. Orange (カラオケ)
6. 2nd bell (カラオケ)
7. INNOCENCE (カラオケ)
8. Like it! (カラオケ)

### 첫회반
1. Orange
2. 2nd bell
3. Orange (カラオケ)
4. 2nd bell (カラオケ)

DVD 첫회반 A 버전 (CD+DVD)만
1. 영화 《Hold Up Down》 before story walk 수록 DVD (약 10분)

- 영화 《Hold Up Down》의 Preview식으로 인물들의 사건을 보여준다. 한국에서 간혹 〈晴れ過ぎた空〉의 PV라고 알려져 있는 영상은 여기에 포함된 것이다. 정식 PV는 아니다.